# Adam Oporowicz
Adam Oporowicz (żył na przełomie XVII/XVIII wieku) – trzykrotny wójt Uniejowa (w latach 1687–1688, 1690–1691 i 1703–1704), także ławnik i mistrz cechu garncarzy (w latach 1697–1698) w tym mieście.